# Sint-Willibrorduskerk (Hooge Zwaluwe)

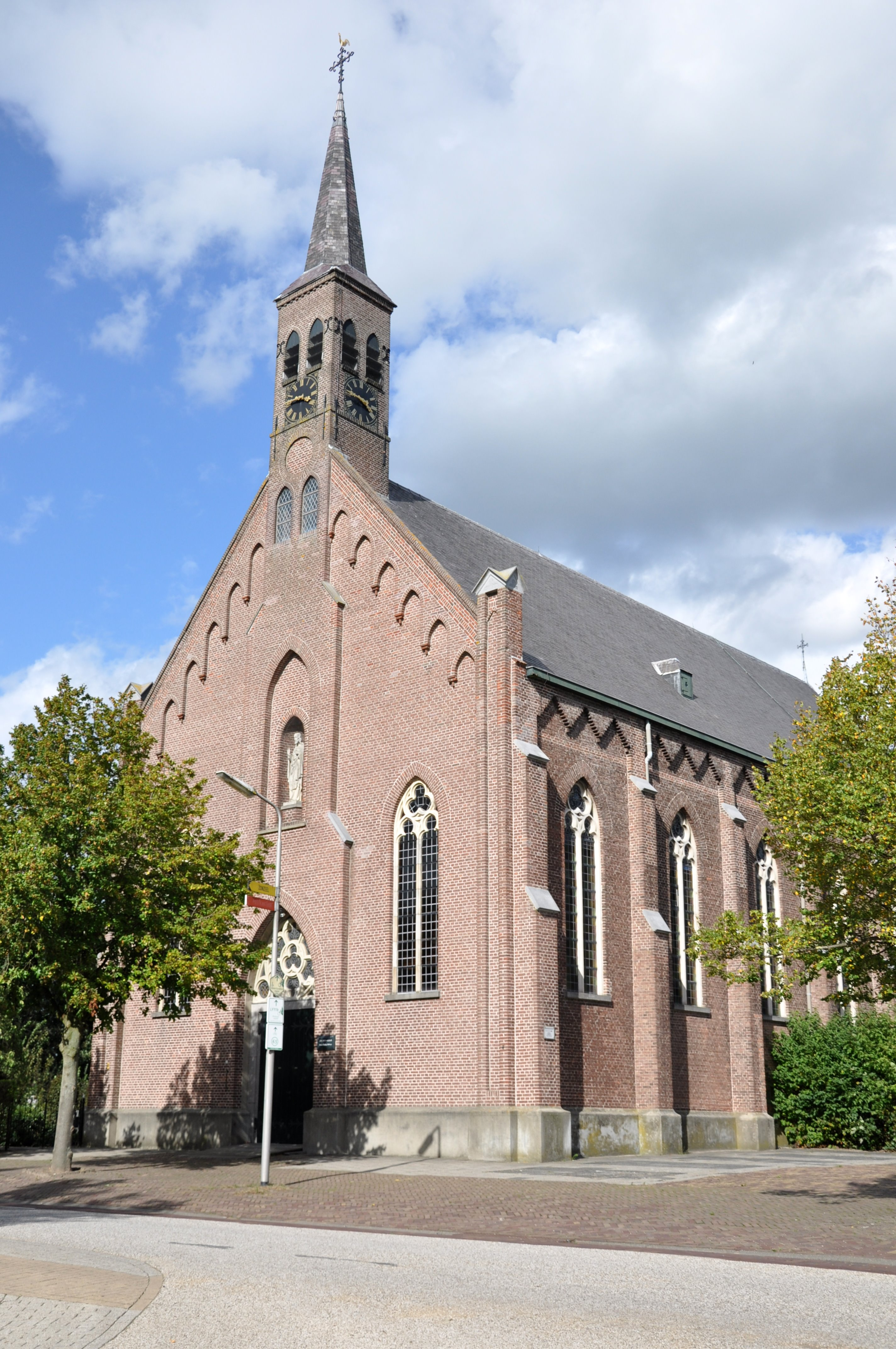
Sint-Willibrorduskerk te Hooge Zwaluwe

De Sint-Willibrorduskerk is de parochiekerk van Hooge Zwaluwe in de Nederlandse provincie Noord-Brabant.

## Geschiedenis
In tegenstelling tot vele andere parochies die aan de Heilige Willibrord zijn gewijd, is de parochie van Hooge Zwaluwe niet zeer oud. De katholieken van dit dorp kerkten vanouds in Lage Zwaluwe.
Uiteindelijk wenste men een eigen kerkgebouw. Er was discussie omtrent de plaats van de kerk: in de buurtschap Helkant of op de huidige locatie. Uiteindelijk kwam de kerk nabij Hooge Zwaluwe te staan. In 1865 werd deze ingewijd. Het was toen een dochterkerk van Lage Zwaluwe. Oorspronkelijk wilde men de kerk wijden aan Petrus Canisius. Deze was weliswaar zalig, maar nog niet heilig verklaard. Daarom werd een andere patroonheilige gekozen: Sint-Willibrord. De kerk werd in 1867 verheven tot parochiekerk.
De kerk is op 10 november 2013 aan de eredienst onttrokken.

## Gebouw
Het gebouw is een voorbeeld van vroege neogotiek. De naam van de architect is onbekend, en men vermoedt dat het gebouw door een plaatselijke, zeer vakbekwame, timmerman is ontworpen. Het bakstenen gebouw heeft een zadeldak met daarop boven de ingang een bakstenen dakruiter die de indruk van een torentje wekt. Boven de ingang bevindt zich een nis met daarin een beeld van de patroonheilige. Heel merkwaardig zijn de gewelven. De kruisribgewelven worden namelijk aan beide zijden geflankeerd door halve kruisribgewelven, en waar het centrale kruisribgewelf ontspruit wordt het niet ondersteund door pilaren, maar hangen de sluitstenen vrij in de ruimte. Ze zijn fraai afgewerkt en door (niet in de kerk zichtbare) trekbouten verbonden met de kapconstructie.
In de kerk werden in 1877 nog twee zijaltaren aangebracht: een ter ere van de Heilige Maria en een ter ere van de Heilige Gerlachus van Houthem. Renovaties vonden plaats in 1920 en 1952. In 1976 vond een restauratie plaats, de katholieken kerkten enige maanden in de plaatselijke Hervormde kerk.
Van het interieur kan de preekstoel worden genoemd. Deze dateert uit het midden van de 18e eeuw en is afkomstig uit de kerk van Zevenbergschen Hoek. Het koor bezit een drietal glas-in-loodramen. Het altaar stamt uit 1976.
De luidklok stamt uit 1817, werd in 1942 door de bezetter geroofd om in Waspik als alarmklok te worden ingezet. In 1945 kwam ze weer terug.
Het orgelfront is afkomstig van het Van Peteghem-orgel uit 1800, dat in 1867 van de kerk van Terheijden werd overgenomen. Dit orgel werd in 1930 verwijderd en vervangen door een orgel uit 1905 dat afkomstig was uit de Sint-Annakerk te Breda.

## Gerlachverering
In Hooge Zwaluwe werd de verering van Sint-Gerlach, patroon tegen besmettelijke veeziekten, sterk door de eerste pastoor gestimuleerd. Een relikwie van deze heilige verwierf men in 1866. Er werd een boekje uitgegeven, getiteld: Gebeden en overwegingen voor de noveen van den Heiligen Gerlacus, kluizenaar. De verering trok vele gelovigen, vooral boeren. Begin jaren 60 van de 20e eeuw verdween deze devotie en in 1965 werd zelfs het Gerlachusbeeld uit de kerk verwijderd. Het bevindt zich tegenwoordig in het Breda's Museum.